# 九州国际大厦
九州國際大廈是中國廣西壯族自治區首府南寧市的一座複合型建築，於2017年竣工，是一棟摩天大樓高318公尺、71層樓，是南寧市第五高樓。